# Ted DiBiase, Jr.
Theodore Marvin "Ted" DiBiase, Jr. (født d. 8. november 1982), bedre kendt under ringnavnet Ted DiBiase, Jr. er en tidligere amerikansk wrestler og skuespiller. Han er mest kendt for sin tid i World Wrestling Entertainment (WWE). Han har tidligere vundet WWE World Tag Team Championship sammen med sin tagteam-makker Cody Rhodes.
DiBiase, der er søn af "The Million Dollar Man" Ted DiBiase, skrev kontrakt med WWE i 2007, hvor han startede i organisationens udviklingsterritorium i Florida. I 2008 fik han sin debut på WWE's tv-programmer, og i sin første kamp vandt han sammen med Cody Rhodes WWE World Tag Team Championship. Kort efter dannede de heel-gruppen The Legacy sammen med Randy Orton. Samtidig medvirkede DiBiase i filmen The Marine 2, hvor han havde hovedrollen. Filmen blev udgivet i 2009. I 2010 fik DiBiase adgang til det specielle "Million Dollar Championship", som hans far var indehaver af i sin storhedstid.